# BRP Ang Pangulo (AT-25)
Le BRP Ang Pangulo (ACS-25) est le yacht présidentiel de la marine philippine. Il a été acquis en 1959 sous la présidence de Carlos P. García.

## Histoire
Le RPS Lapu-Lapu (PY-77) a été construit au Japon dans le cadre des réparations de guerre. À l'initiative du Président Carlos P. Garcia, le navire a été conçu spécifiquement pour être utilisé comme un yacht présidentiel par les ingénieurs de la marine philippine, et a été baptisé RPS Lapu-Lapu, du nom du roi de l'île de Mactan Lapu-Lapu. Il a été le navire amiral de la flotte philippine de 1959 à décembre 1961.
Puis le Président Diosdado Macapagal a ordonné sa conversion en transport des troupes de la marine, le renommant RPS Roxas (TP-71) le 9 octobre 1962, d'après le nom du cinquième président des Philippines Manuel Roxas. Ce fut la première fois qu'un navire de la marine a été nommé en l'honneur d'un président. 
Plus tard, le navire a été rebaptisé RPS The Président (TP-177) le 11 janvier 1977, puis BRP Ang Pangulo (TP-777) le 1er juillet 1971 par le président Ferdinand Marcos qui a restauré son utilisation comme yacht présidentiel, statut qu'il a conservé dans toutes les présidences successives à nos jours. Son numéro de coque a été modifié pour AT-25 par la présidente Corazon Aquino le 24 septembre 1986. De 1998 à 2000, une rénovation a eu lieu sous la présidence de Joseph Estrada.
Le 6 mars 2009, la veille de son 50e anniversaire, le navire a été rebaptisé BRP Pag-Asa (AT25) par la présidente Gloria Macapagal-Arroyo. 
Le 14 décembre 2011, lors des cérémonies de mise en service de deux nouveaux navires, il a été rebaptisé de nouveau BRP Ang Pangulo (AT-25) pour continuer l'héritage et porter l'honneur et le prestige de la présidence philippine. En avril 2016 son numéro de coque change pour ACS-25.
Il sert de navire hôpital à l'occasion de la pandémie de Covid-19.

### Note et référence
1. ↑  (en) Frances Mangosing, « LOOK: Presidential yacht BRP Ang Pangulo now ready to accept first COVID-19 patients », sur INQUIRER.net, 12 avril 2020 (consulté le 15 avril 2021)

- (en) Cet article est partiellement ou en totalité issu de l’article de Wikipédia en anglais intitulé « BRP Ang Pangulo (AT-25) » (voir la liste des auteurs).